# Нуклеарна електрана
Нуклеарна електрана је тип термоелектране у којој је извор топлоте нуклеарни реактор. Као и у свим конвенционалним термоелектранама, топлота добијена нуклеарном фисијом се користи да се добије водена пара која покреће парну турбину која је повезана са електричним генератором који производи електричну енергију. Међународна агенција за нуклеарну енергију је у свом извештају навела да је закључно са 16. јануаром 2013. на свету било 439 оперативних реактора у 31 држави.
Нуклеарне електране се обично сматрају електранама за базно оптерећење, пошто је цена горива мала у укупној цени производње.

## Историја
Електрична енергија из нуклеарног реактора је први пут добијена 3. септембра 1948. из X-10 графитног реактора у месту Оук Риџ у Тенесију, и то је била прва нуклеарна електрана која је напајала сијалицу. Други, већи експеримент се десио 20. децембра 1951. у експерименталној електрани ЕБР-1 код Арка, Ајдахо у САД. Дана 27. јуна 1954, прва нуклеарна електрана која је давала електричну енергију за електричну мрежу је почела са радом у совјетском граду Обнинску. Прва електрана велике снаге на свету Колдер Хол у Енглеској је пуштена у рад 17. октобра 1956.

## Принцип рада
Конверзија у електричну енергију одвија индиректно, као и код конвенционалних термоелектрана. Топлоту производи нуклеарна фисија у нуклеарном реактору. Директно или индиректно, добија се водена пара. Пара под притиском се онда доводи до вишестепене парне турбине. Након што парна турбина прошири и делимично кондензује пару, преостала пара се кондензује у кондензатору. Кондензатор је измењивач топлоте који је повезан на секундарној страни са реком или расхладним торњем. Вода се затим упумпава назад у нуклеарни реактор и циклус почиње поново. Циклус вода-пара прати Ранкинов циклус.

### Нуклеарни реактор
Нуклеарни реактор је уређај за покретање и контролу трајне нуклеарне ланчане реакције. Нуклеарни реактор је срце електране. Гориво је најчешће природни или обогаћени уранијум у облику метала или оксида. У неким се електранама користи мешавина оксида плутонијума и уранијума. У централном делу, топлота у језгру реактора се добија контролисаном нуклеарном фисијом. Фисијом атома горива настају брзи неутрони. Уколико је реактор такав да наставља ланчану реакцију користећи брзе неутроне, ради се о брзом реактору. Међутим, готово сви реактори данас у употреби су термички реактори - они успоравају неутроне помоћу модератора. Успоравање неутрона се још зове термализација, а успорени неутрони термички. Модератор неутрона је уређај која успорава брзе неутроне настале фисијама до термичких брзина, односно енергија (мање од 1 eV). У зависности од типа реактора, модератор може бити вода (у том случају је вода уједно и модератор и расхладни медијум) или графит. Брзи реактори немају модераторе.
Расхладни флуид је медијум који одводи топлоту насталу фисијама из нуклеарног реактора. Често је расхладни флуид вода (обична или тешка), а може бити и угљен-диоксид или хелијум. Код брзих реактора расхладни медијум је растопљени метал. Топлотом из реактора се загрева расхладна течност која се пумпа кроз реактор и тиме уклања енергију из реактора. Топлота из нуклеарне фисије користи се за добијање паре, која пролази кроз турбине који покрећу електричне генераторе.
Најзаступљенија врста енергетског нуклеарног реактора данас је реактор са водом под притиском. То је термички реактор у ком је гориво слабо обогаћени уранијум, најчешће у форми оксида, а обична вода је уједно и модератор и расхладно средство. Други тип реактора који се користи је реактор са кључалом водом. Овде се вода загрева у самом реактору, па нема потребе за генератором паре. Нежељена могућност код ових електрана је пренос радиоактивности до парних генератора, због чега је неопходна добра регулација. РБМК реактори се хладе водом, а модеришу графитом. Предности ових реактора је што могу да користе природни уранијум и што се електрана може пунити током рада. Реактор у Чернобиљској нуклеарној електрани је био овог типа па се стога ова врста реактора сматра изразито несигурном и недовољно безбедном.
Пошто нуклеарна фисија ствара повећану радиоактивност, језгро реактора је окружено заштитним оклопом. Контејнмент (заштитна зграда) апсорбује зрачење и спречава да радиоактивни материјал продре у животну средину. Поред тога, многи реактори су опремљени бетонском куполом од бетона да се обезбеди заштита и против унутрашње штете и спољних утицаја.
У нуклеарним електранама користе се различити типови реактора, нуклеарних горива, расхладних кола и модератора.

### Генератор паре
Генератор паре је систем који се налази у нуклеарним електранама са реакторима под притиском. Пошто се у таквим електранама води не допушта кључање у реактору, а свеједно је потребно произвести пару за коришћење у парним турбинама, ток воде се дели у два круга, примарни и секундарни. Примарним кругом тече вода која топлоту произведену фисијама одводи из реактора и предаје је секундарној води у измењивачу топлоте. На секундарној страни води се дозвољава испаравање (то се постиже нижим притиском секундарног круга), па настала пара врти роторе парних турбина. Вода која тече кроз секундарни круг није озрачена, за разлику од воде у примарном кругу.
Генератор паре је компонента нуклеарне електране у којој се одвија предаја топлоте из примарног у секундарни круг и испаравање секундарне воде. У доњем делу се налази неколико хиљада У-цеви кроз које тече примарна вода. Око У-цеви тече вода секундарног круга, која с њих узима топлоту. Пара настала кључањем секундарне воде одлази према горњем делу генератора паре, где се налазе сепаратори влаге (прегрејачи), који осигуравају да у пари која одлази према турбинама нема капљица текуће воде.

### Парна турбина
Сврха парне турбине је конверзија топлоте садржане у пари у механичку енергију. У случају реактора оид падом притиска воде, парна турбина је одвојена од нуклеарног система.

### Генератор
Генератор претвара кинетичку енергију коју добија од турбине у електричну енергију. Користе се наизменични синхрони генератори са малим бројем полова и велике снаге. Електрична снага данашњих нуклеарних електрана износи од 500 до 1500 MW по реактору. На локацији једне нуклеарне електране се може налазити више реактора, али на сваки реактор долази по један генератор.

### Систем хлађења
Систем хлађења уклања топлоту из језгра реактора и преноси је у другу област постројења, где се топлотна енергија може искористити за производњу електричне енергије или за друге корисне послове.

### Пумпе за воду
Ниво воде у генератору паре или нуклеарном реактору се контролише системом пумпи за воду. Систем пумпи за воду има задатак да води воду од система за кондензацију воде, да подиже притисак воде и да је пумпа или у генератор паре (код реактора са водом под притиском) или директно у суд реактора (код реактора са кључалом водом).

### Напајање за потребе нужде
Напајање нуклеарне електране за потребе нужде се врши преко неколико нивоа редундантности: преко дизел генератора, генератора са гасним турбинама и акумулаторима. Акумулатори пружају непрекинуто пребацивање са дизел/гасних генератора на електричну мрежу. Ако је потребно, напајање за потребе нужде омогућава безбедно искључивање нуклеарног реактора. Мање важни помоћни системи, као што је нпр. праћење топлоте дуж цеви, не напајају се од ових резерви. Већина потребне енергије се користи за напајање пумпе за воду како би се охладио реактор и уклонила топлота распадања након искључивања.

## Ризици

### Хаварије
Постоје забринутости да комбинација људске и механичке грешке може имати за последицу значајну штету за здравље људи и животну средину. Оперативни нуклеарни реактори садрже велике количине продуката нуклеарне фисије, који, ако се рашире, могу представљати директну радиоактивну претњу, контаминирају тло и вегетацију или буду унесени у организам људи и животиња. Излагање људима довољно високим нивоима зрачења може да у кратком року проузрокује болести или смрт, а дуготрајно излагање може изазвати рак или друге болести. Немогуће је да комерцијални нуклеарни реактор експлодира попут нуклеарне бомбе пошто нуклеарно гориво у реактору никад није довољно обогаћено за то.
Нуклеарни реактор може отказати из бројних разлока. Ако нестабилност нуклеарног материјала произведе неочекивано понашање, оно може произвести неконтролисано прекорачење енергије. Расхладни системи у реакторима су пројектовани за прекорачење топлоте; међутим, ако се реактору деси и хаварија на систему за хлађење, онда се нуклеарно гориво може отопити или да проузрокује да се суд у коме се држи прегреје и истопи. Овакав догађај се назива топљење језгра.
Након искључивања, реактор неко време захтева спољашњу енергију за рад његових расхладних система. Обично се ова енергија добија из електричне мреже на коју је електрана прикључена или из помоћних дизел-генератора. Немогућност да се обезбеди енергија за расхладне системе може изазвати озбиљне акциденте, као што се десило у Фукушимској катастрофи.

### Рањивост нуклеарних електрана на нападе
Нуклеарни реактори су постали приоритетни циљеви током војних сукоба и у протекле три деценије више пута су нападани током војних ваздушних удара и инвазија:
- током Ирачко-иранског рата, Иран је у септембру 1980. бомбардовао нуклеарно постројење Ал Туваита у Ираку, у операцији Спржени мач.
- у израелском ваздушни удару у јуну 1981. потпуно је уништен нуклеарни истраживачки објекат Озирак.
- између 1984. и 1987. Ирак је бомбардовао иранску нуклеарну електрану Бушер шест пута.
- САД су током Заливског рата 1991. бомбардовали три нуклеарна реактора и експериментално постројење за обогаћивање у Ираку.
- Ирак је 1991. лансирао ракете скад на израелску нуклеарну електрану Димона.
- Израел је септембра 2007. бомбардовао сиријски реактор у изградњи.

Нуклеарне електране у САД окружене су двоструким низом високих ограда које су електронски надзиру. Електраном патролира значајан број наоружаних стражара. Процедура хитног гашења електране траје мање од 5 секунди, док неометано поновно покретање траје сатима, што озбиљно отежава терористима да ослободе радиоактивност.
Напад из ваздуха је проблем који је истакнут од напада 11. септембра. Међутим, већ 1972. три отмичара су преотела контролу над домаћим путничким летом дуж источне обале САД и претили да ће срушити авион на америчко постројење за производњу нуклеарног оружја у Оук Риџу, Тенеси. Авион је стигао до 8.000 стопа изнад локације постројења пре него што су испуњени захтеви отмичара.
Најважнија баријера против ослобађања радиоактивности у случају напада из ваздуха на нуклеарне електране је зграда за задржавање и њен ракетни штит. Америчка Нуклеарна регулаторна комисија захтева од особља електране да буде обучена за гашење великих пожара и експлозија без обзира на њихов узрок.
Поред тога, присталице указују на велике студије спроведене од стране Истраживачког института америчке електропривреде које је тестирало робусност реактора и складишта нуклеарног отпада и закључила да би она требало да издрже одржи терористички напад упоредив са нападима 11. септембра. Потрошено нуклеарно гориво се обично налази унутар „заштићене зоне“ електране, тако да би крађа горива за употребу у „прљавим бомбама“ била изузетно тешка. Изложеност интензивном зрачењу би готово сигурно брзо онеспособило или убило свакога ко би покушао да то учини.

### Катастрофе и незгоде
Чернобиљска катастрофа је нуклеарна несрећа која се догодила 26. априла 1986. у Чернобиљској нуклеарној електрани у близини града Припјат у Украјини. Сматра се да је то највећа еколошка катастрофа у историји нуклеарне енергије. Експлозија се чула широм Европе, и пуцање прозора се догодило чак и у Пољској и Немачкој. И дан данас се гас може осетити у ваздуху у том граду.
Торијумски реактор је била нуклеарна електрана у Немачкој, савезној држави Северна Рајна-Вестфалија. 4. маја 1986. каменчић горива се заглавио у цеви за довод горива до језгра реактора. Као последица тога, део радиоактивне прашине је испуштен у околину. Од 1985. до 1989. године, произведено је 2.891.000 МWh.
Фукушимска катастрофа обухвата серију нуклеарних несрећа, које су настале као последица катастрофалног земљотреса у Јапану 11. марта 2011. То је друга најгора нуклеарна катастрофа, након Чернобиљске. Догађај је оцењен са 7 на Међународној скали нуклеарних догађаја.
Пакшиска незгода се догодила 10. априла 2003. у Мађарском граду Пакш. Урушавање горивих шипки на блоку 2 Нуклеарне електране Пакш током његовог чишћења од корозије довело је до цурења радиоактивних гасова. Остао је неактиван 18 месеци. Скоро пола Мађарског становништва је било евакуисано.
Нуклеарна несрећа у Винчи се догодила 15. октобра 1958. године у Институту за нуклеарне науке у Винчи када је дошло до истицања радиоактивног материјала из неколико месеци раније постављеног нуклеарног реактора, прог у тадашњој Југославији. Том приликом је озрачено шесторо младих истраживача.

## Контроверзе
Нуклеарна енергија је предмет контроверзи које се тичу изградње и употребе фисионих реактора да би се из нуклеарног добила електрична енергија за цивилне намене. Дебате о нуклеарној енергији су имале свој врхунац током 1970-их и 1980-их.
Заговорници тврде да је нуклеарна енергија одржив извор енергије која смањују емисију угљен-диоксида и може повећати енергетску безбедност ако њихова употреба надокнађује зависност од увозних горива. Даље се тврди да нуклеарна енергија не изазива никакво загађење ваздуха, насупрот фосилним горивима као главној алтернативи. Заговорници наглашавају да је ризик од складиштења отпада мали и да се може смањити коришћењем најновије технологије у новијим реакторима, и да је извештај о оперативној безбедности у западном свету одличан у поређењу са другим важним врстама електрана.
Противници тврде да нуклеарна енергија представља многе претње људима и животној средини. Ове претње представљају ризике по здравље и штету по животну средину због вађења уранијума, његове обраде и транспорта, ширења нуклеарног оружја или саботаже и нерешено питање нуклеарног отпада. Такође тврде да су сами реактори изузетно сложене машине где много тога може да крене по злу, и да су се до сада догодилe многe озбиљнe нуклеарне несреће. 